# Jarszewo (przystanek kolejowy)
Jarszewo – kolejowy przystanek osobowy w Jarszewie w województwie zachodniopomorskim, w Polsce. Zatrzymują się na nim jedynie regionalne pociągi osobowe relacji Szczecin Główny – Kamień Pomorski.

## Ruch pasażerski
| Rok  | Wymiana pasażerska na dobę |
| ---- | -------------------------- |
| 2017 | 0-9                        |
| 2022 | 10-19                      |